# Thadeosaurus
Thadeosaurus — вимерлий рід діапсидних рептилій з пізньопермської нижньосакаменської формації (група Сакамена) Мадагаскару. Рід містить один вид, Thadeosaurus colcanapi, відомий за кількома екземплярами, що збереглися як природні форми.

## Відкриття та найменування
Родова назва, Thadeosaurus, є анаграмою слова «Datheosaurus», синапсидного роду, до якого спочатку відносили скам'янілості першого. Видова назва, colcanapi, вшановує Ж.-М. Колканапа, французького капітана піхоти та першовідкривача голотипу.

## Опис
Тадеозавр був рептилією, схожою на ящірку, з надзвичайно довгим хвостом, який становив близько двох третин загальної довжини тварини в 60 сантиметрів. Він мав довгі пальці, особливо на задніх лапах, і міцну грудну кістку.